# Templo de Trajano de Itálica
El templo de Trajano de Itálica, también denominado Traianeum, fue construido en la que fue la primera ciudad romana en Hispania, Itálica, situada en el actual término municipal de Santiponce (provincia de Sevilla), en Andalucía (España), que fue fundada en el año 206 a. C.

## Historia
El Traianeum o Templo de Trajano es un templo dedicado al emperador Trajano, nacido en Itálica, y que fue erigido por su sobrino, el emperador Adriano. Se encuentra en una plaza de la Nova Urbs, rodeada por una plaza porticada. Tiene una superficie aproximada de una hectárea.

## Características técnicas

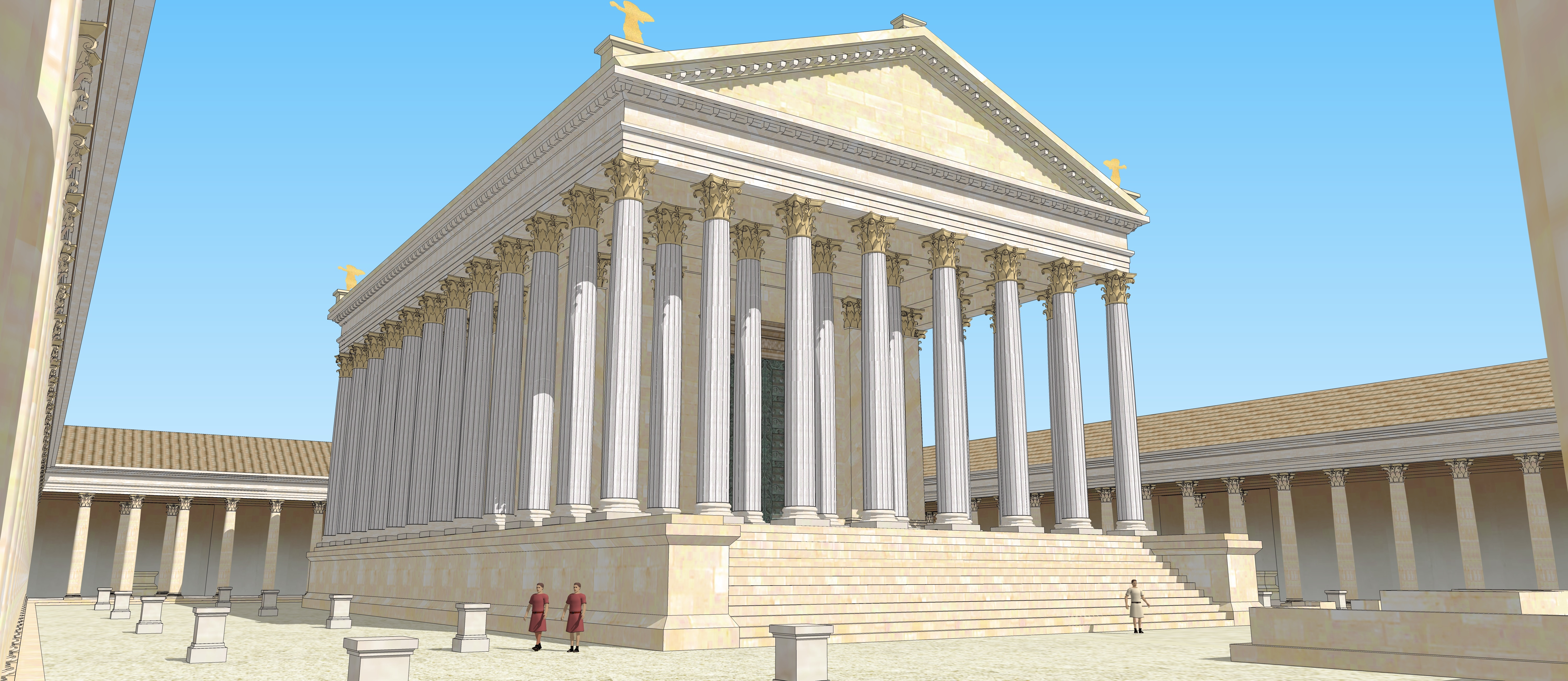
Traianeum 3D

Se trata de un templo octóstilo períptero ubicado sobre un podio en altura. Mide 107,60 metros de largo por 80,10 metros de ancho. Está construido en un gran recinto cuadrangular circundado por un pórtico que limita con el exterior con un muro compuesto por exedras rectangulares y semicirculares alternas.
Las dimensiones de la plaza que albergaba el templo eran, de 86 por 56 metros de interior, escoltada por cien columnas de mármol de Eubea, pórticos con exedras que albergaban esculturas sobre pedestales, estatuas en la explanada, diversas fuentes, el gran templo elevado sobre un podio de 29 por 47 metros; y un ara para los sacrificios, inscrita en un edículo rectangular situado frente al templo.

## Otros templos de Trajano
Bajo la égida de Trajano, el Imperio romano obtuvo su máxima expansión, llegando por el Oriente a las conquistas de Arabia Pétrea o Susa en el 116. Iniciará una importante contribución a la arquitectura pública de Roma, pero también, en las zonas extremas del Imperio, Hispania y las provincias orientales. Sin embargo, será Adriano el que recoja su herencia y patrocinará grandes proyectos arquitectónicos, como una serie de templos dedicados a Trajano divinizado, entre los que se encuentran, además del de Itálica:
- Templo de Trajano en Roma
- Templo de Trajano en Ostia
- Templo de Trajano en Éfeso[2]
- Templo de Trajano en Pérgamo[1]